# ドレイクの方程式
ドレイクの方程式（ドレイクのほうていしき、英語: Drake equation）とは、我々の銀河系に存在し人類とコンタクトする可能性のある地球外文明の数を推定する算術的な式である。「方程式」と通例として呼ばれてはいるが、代数方程式などのような、いわゆる方程式ではない。この式は、1961年にアメリカの天文学者であるフランク・ドレイクが提示したものであることから、その名で呼ばれている。

## 式
「我々の銀河系に存在し人類とコンタクトする可能性のある地球外文明の数Nを算出する」ものとして、以下のような式をドレイクが提案した。
{\displaystyle N=R_{*}\times f_{p}\times n_{e}\times f_{l}\times f_{i}\times f_{c}\times L}
各パラメータは、
| 名前                  | 定義                                                                       |
| --------------------- | -------------------------------------------------------------------------- |
| {\displaystyle R_{*}} | 人類がいる銀河系の中で1年間に誕生する星（恒星）の数                        |
| {\displaystyle f_{p}} | ひとつの恒星が惑星系を持つ割合（確率）                                     |
| {\displaystyle n_{e}} | ひとつの恒星系が持つ、生命の存在が可能となる状態の惑星の平均数             |
| {\displaystyle f_{l}} | 生命の存在が可能となる状態の惑星において、生命が実際に発生する割合（確率） |
| {\displaystyle f_{i}} | 発生した生命が知的なレベルまで進化する割合（確率）                         |
| {\displaystyle f_{c}} | 知的なレベルになった生命体が星間通信を行う割合                             |
| {\displaystyle L}     | 知的生命体による技術文明が通信をする状態にある期間（技術文明の存続期間）   |

といったような値である。

## 推定
上記のパラメータの値については様々な見解があるが、ドレイクらが1961年に採用した値は以下のようなものであった。
{\displaystyle R_{*}=10} [個/年] (銀河系の生涯を通じて、年平均10個の恒星が誕生する)
{\displaystyle f_{p}=0.5} (あらゆる恒星のうち半数が惑星を持つ)
{\displaystyle n_{e}=2} (惑星を持つ恒星は、生命が誕生可能な惑星を二つ持つ)
{\displaystyle f_{l}=1} (生命が誕生可能な惑星では、100%生命が誕生する)
{\displaystyle f_{i}=0.01} (生命が誕生した惑星の1%で知的文明が獲得される)
{\displaystyle f_{c}=0.01} (知的文明を有する惑星の1%が通信可能となる)
{\displaystyle L=10,000} [年] (通信可能な文明は1万年間存続する)
以上の値を代入すると、{\displaystyle N} は次のようになる。
```

  

    

      

        
N

        
=

        
10

        
×

        
0.5

        
×

        
2

        
×

        
1

        
×

        
0.01

        
×

        
0.01

        
×

        
10

        
,

        
000

        
=

        
10

      

    

    
{\displaystyle N=10\times 0.5\times 2\times 1\times 0.01\times 0.01\times 10,000=10}

  

```

{\displaystyle R_{*}} の値はこれらのパラメータの中で最も議論の余地が無いものである。{\displaystyle f_{p}} は、より不確かであるが、これ以下の値に比べれば確実なものである。{\displaystyle n_{e}} は当時はある程度確かなものだと考えられていたが、恒星近傍の軌道をとるガス惑星が数多く発見されたことによって、生命が存在できるような惑星をもつ恒星系はあまり一般的なものでは無いかもしれないと考えられるようになってきている。ただし、ガス惑星の衛星（例えば木星の衛星エウロパのような）に生命が発生する可能性は考慮に入れる必要がある。
また、我々の銀河系にあるほとんどの恒星は赤色矮星（太陽の 1/3 以下の質量をもつ低温の恒星）である。赤色矮星は、地球上の生物の進化に多大な貢献をしたと考えられる紫外線の放射がほとんど無い。その代わり、我々の知っている生命にとっては好ましくない強烈なX線のフレアを放出する。このため、{\displaystyle n_{e}} は下方修正されるべきかもしれない。
{\displaystyle f_{l}} の値は人類が知っている（唯一の）証拠による限り、高いと考えられる。地球の環境が生存に適するようになると、地球上の生命はほとんど即座ともいえる短期間で誕生したと考えられる（生命の起源を参照のこと）。このことは環境さえ適切ならば生命の発生は比較的容易であることを示唆している。しかしこの証拠は特異的な例に過ぎないかもしれず、異論の余地が多く残されている。
{\displaystyle f_{l}} の値に大きな影響を及ぼすと考えられるのが、火星に生命の痕跡があるかどうかという問題である。地球と独立に火星でも生命が発生したという証拠が得られれば、{\displaystyle f_{l}} の値が高いという強力な根拠になりうる。
{\displaystyle f_{i}}、{\displaystyle f_{c}}、そして {\displaystyle L} の値はほとんど憶測の域をでない。
{\displaystyle f_{i}} は巨大隕石、大規模な気候変動、超新星爆発による被爆などによる大量絶滅の頻度があまり多くなく、高等生命まで進化するために十分な持ち時間があるかに依存している。全地球凍結（スノーボール・アース仮説）や、史上数回起こったとされる大量絶滅など、地球上における生命の存在はそれほど安定したものではないという証拠が明らかにされてきている。また、生命は地球の形成後すぐに発生した様だが、カンブリア爆発によって多様な多細胞生物が現れるまでにはかなりの期間が必要であった。これは複雑な生物が現れるためには特別な条件が必要であるかもしれないことを示唆している。したがって、推定には不確定要素が大変大きく、実数は1％よりはるかに小さい場合も考えられる。{\displaystyle f_{i}} についても、火星に生命の痕跡が発見され、どのように絶滅したか明らかにされると、推測値に大きな影響があると考えられる。
カール・セーガンは、この式において最も不確定で、それゆえ結果への影響が大きいのは文明の存続期間 {\displaystyle L} であるとした。この値は言い換えると技術文明が自滅を避ける能力の大小ということである。現時点で人類が知り得る唯一の例である人類の場合、100年～1000年のオーダーを下限として、上限については明日にも偶発核戦争によって打切りとなるかもしれないし、楽観的な想像では何万年もあるいはそれ以上とする者もいるであろう。このことはセーガンにとって、環境問題に関わったり、核の冬の危険に対し警告を発する為の原動力となった。他方、近年の古生物学の成果に従えば、もっとも大切な数値は発生した生物が文明を持つ知的生物に進化できる確率とその継続期間となる。
ドレイク方程式に関し注目すべきことは、上記の各パラメータに妥当だと考えられる値を入れると、多くの場合、{\displaystyle N\gg 1} となることである。このことが地球外知的生命体探査を行うための強力な動機付けとなった。しかしながら、これは現在の観測値である {\displaystyle N\simeq 1}（宇宙には我々人類しかいないように見える）とは矛盾する。この矛盾はエンリコ・フェルミによって提唱された「フェルミのパラドックス」として知られているものである。この事実は「妥当」とされたパラメータの少なくとも一つが、現実とかけ離れた誇大な推定が行われていることを示す。
なお以上の議論には、近年、たとえばケプラー宇宙望遠鏡などによって得られた成果による修正などは（まだ）入っていない。従って最近のニュースなどに関する科学者のコメントなどにおいては、前提が多少異なった見解などがあるかもしれない。

## 応用
経済学者のピーター・バッカスが、ウォーリック大学で助手をしていた当時、“一人の男性が理想の恋人に出会う確率”を計算したところ、“10億分の34”という結果が出たという。